# Куту, Франсис
Франсис Куту (фр. Francis Coutou, 15 марта 1947 — 17 января 2019) — французский хоккеист (хоккей на траве), нападающий.

## Биография
Франсис Куту родился 15 марта 1947 года.
Играл в хоккей на траве за «Бордо».
В 1972 году вошёл в состав сборной Франции по хоккею на траве на Олимпийских играх в Мюнхене, занявшей 12-е место. Играл на позиции нападающего, провёл 7 матчей, забил 2 мяча (по одному в ворота сборных Уганды и Польши).
Умер 17 января 2019 года.

## Семья
Происходил из хоккейной семьи. Отец Алекс был основателем хоккейного клуба «Мериньяк», мать Жакотт была действующим игроком, входила в совет Международной федерации хоккея на траве. Сестра Эвелин играла за женскую сборную Франции.
Жена Натали, вырастили сына и дочерей.